# Marion Deplanque
Pour les articles homonymes, voir Deplanque.
Marion Deplanque (née le 1er mai 1981 à Saint-Dizier) est une navigatrice française de niveau international.
C'est sur un lac de la Haute-Marne qu'elle fait ses premiers ronds dans l'eau, mais c'est bien sur la mer qu'elle se fait connaitre d'abord en Europe puis en Yngling, bateau sur lequel elle a disputé les Jeux olympiques d'Athènes en 2004.
Militaire, membre de l'Équipe de France militaire de voile.
Son club : SNO Nantes et Ceram Yachting.
En 2008, Deplanque prend sa retraite sportive.

## Palmarès

### Championnats du monde
- 9e en 2008 - Yngling Women's World Championship | MIAMI | USA
- 9e en 2007 - Open World Championship|
- 12e en 2006 - La Rochelle
- 5e en 2002 - Mondial ISAF | Laser Radial | Marseille | France
- 2e en 1999 - Jeune IYRU | Laser Radial | La Rochelle | France

### Championnats d'Europe
- 15e en 2007 - Yngling Women European Championship|

### Championnats de France
- 2e en 2000 - Espoirs
- 3e en 1998 - Cadet
- 1re en 2004 - Ceram Yachting Hobby Cat Cup

### Épreuves internationales
- 27e en 2007 - Semaine de Medemblik
- 10e en 2006 - Holland Regatta - Medemblik
- 16e en 2006 - 38e Semaine Olympique Française
- 13e en 2006 - Trophée Princesse Sofia | Palma
- 5e en 2006 - Miami Rolex Cup
- 5e en 2005 - classement ISAF, série Yngling
- 5e en 2004 - Jeux Olympiques d’Athènes
- 6e en 2008 - Yngling Women's World Championship (1re de la Medal Race)